# Ramousies
Ramousies és un municipi francès, situat a la regió dels Alts de França, al departament del Nord. L'any 2006 tenia 240 habitants. Es troba a 100 km de Lilla, Brussel·les o Reims (Marne), a 45 km de Valenciennes, Mons (B) o Charleroi (B), 10 km de Fourmies i a 7 km d'Avesnes-sur-Helpe. Limita amb Felleries, a l'est amb Liessies, al sud amb Sains-du-Nord i a l'oest amb Sémeries.

## Demografia
| Evolució de la població INSEE |      |      |      |      |      |      |      |      |
| 1793                          | 1800 | 1806 | 1821 | 1831 | 1836 | 1841 | 1846 | 1851 |
| -                             | -    | -    | -    | -    | -    | -    | -    | -    |

| 1856 | 1861 | 1866 | 1872 | 1876 | 1881 | 1886 | 1891 | 1896 |
| ---- | ---- | ---- | ---- | ---- | ---- | ---- | ---- | ---- |
| -    | -    | -    | -    | -    | -    | -    | -    | 549  |

| 1901 | 1906 | 1911 | 1921 | 1926 | 1931 | 1936 | 1946 | 1954 |
| ---- | ---- | ---- | ---- | ---- | ---- | ---- | ---- | ---- |
| 526  | 511  | 504  | 413  | 516  | 516  | 443  | 442  | 312  |

| 1962 | 1968 | 1975 | 1982 | 1990 | 1999 | 2006 | 2011 | 2016 |
| ---- | ---- | ---- | ---- | ---- | ---- | ---- | ---- | ---- |
| 335  | 358  | 324  | 280  | 247  | 245  | -    | -    | -    |

| 2019 | - | - | - | - | - | - | - | - |
| ---- | - | - | - | - | - | - | - | - |
| -    | - | - | - | - | - | - | - | - |

## Administració
| Període   | Identitat        | Partit |
| --------- | ---------------- | ------ |
| 1995-2001 | Jules Cartignies |        |
| 2001-2008 | Guy Carpentier   |        |
| 2008-     | Rufin De Groote  |        |

## Galeria d'imatges

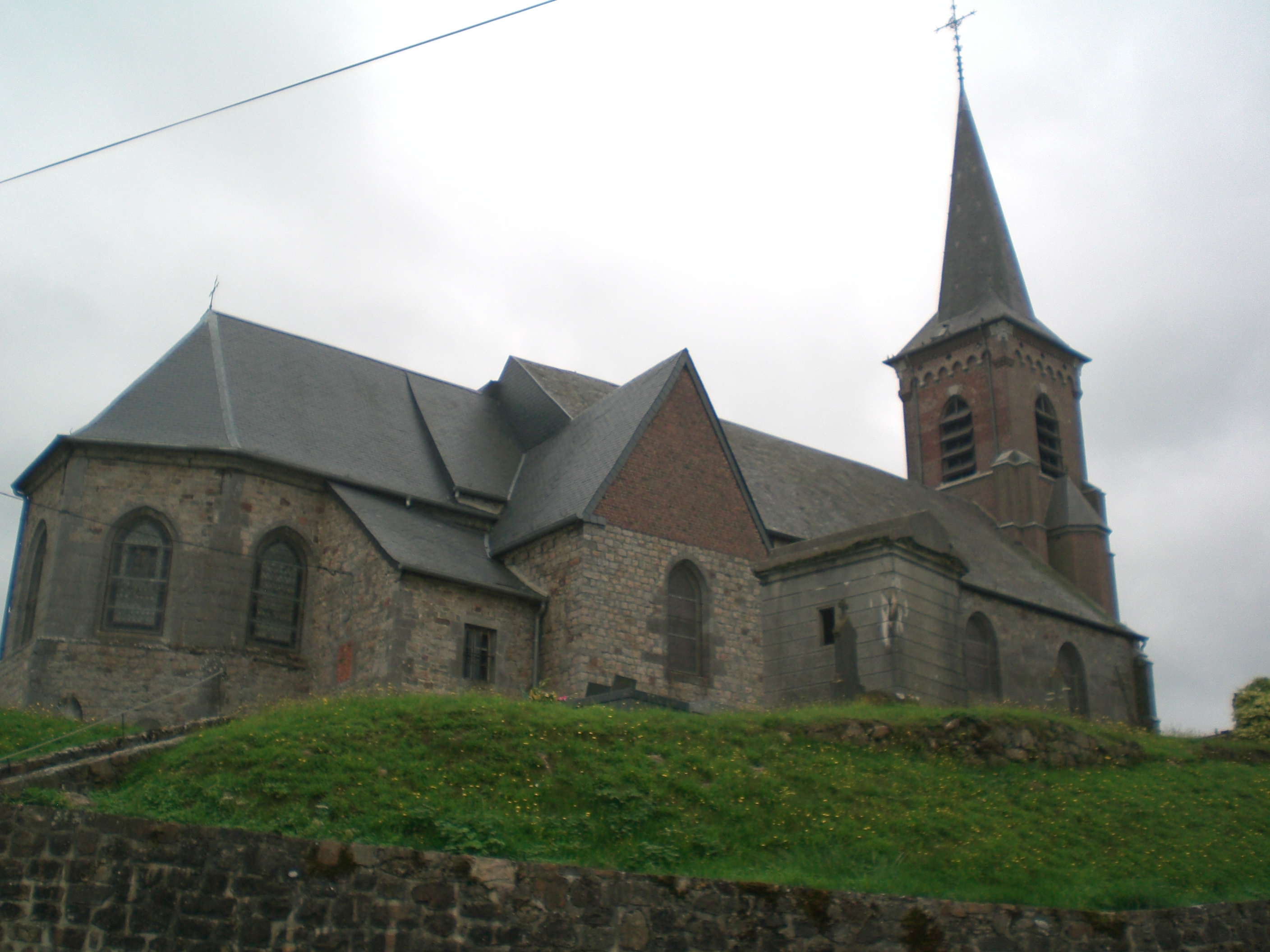
Església
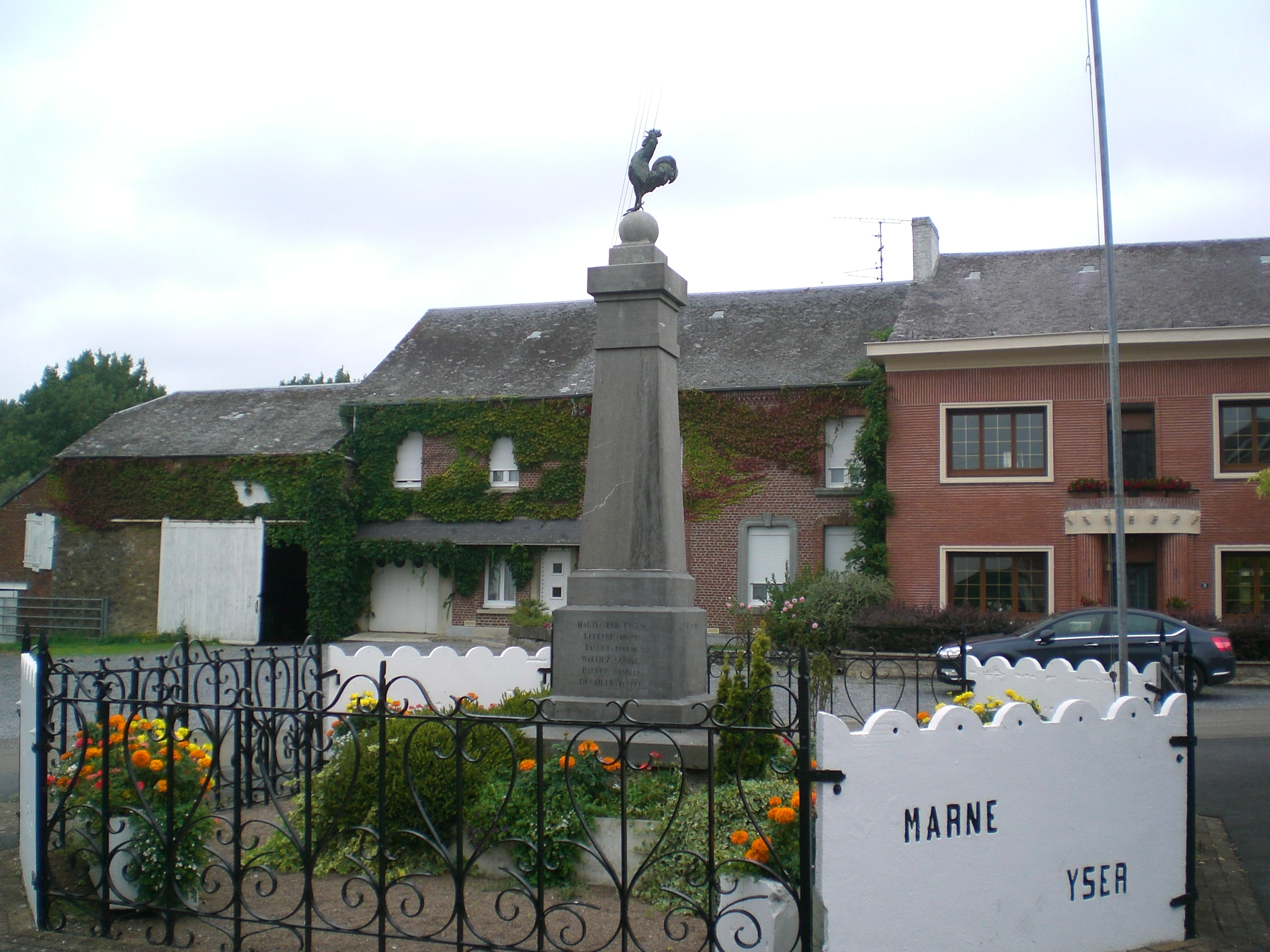
Monument als Morts